# ジャン＝マリー・レーン
ジャン＝マリー・レーン（Jean-Marie Lehn、1939年9月30日 - ）はフランスの有機化学者、超分子化学者。クリプタンドの発見など、超分子化学に大きな業績を残したことにより、チャールズ・ペダーセンやドナルド・クラムとともに、1987年のノーベル化学賞を受賞した。

## 来歴
アルザス地方、バ＝ラン県ロスハイム出身。1960年にストラスブール大学卒業、1963年に同大学院から化学のPh.D.を取得し、同年から翌年までハーバード大学に研究滞在し、ロバート・バーンズ・ウッドワードとともにビタミンB12の合成に取り組んだ。1970年にストラスブール大学の教授に就任し、1979年からはパリのコレージュ・ド・フランス教授も務める。
著書に "supramolecular chemistry(超分子化学)" などがある。2019年、旭日重光章受章。

## 受賞歴
- 1980年 センテナリー賞
- 1981年 ピウス11世メダル
- 1982年 パラケルスス賞
- 1987年 ノーベル化学賞
- 1997年 デービーメダル、ラヴォアジエ・メダル